# Royal Straight Flush
Royal Straight Flush, musikalbum från 2009 av Bongo Brains. Alla texter är på engelska och sjungs av Stefan Sundström. Skivan är utgiven av Bb Productions.

## Låtlista
1. Royal Straight Flush
2. My Shifty Eyes
3. The Valleys
4. Vibe & Flow
5. Unsteady Ground
6. Homeless
7. Do The Zombiewalk
8. 2 Sides Of The Coin
9. Redeem Or Loose
10. Who's Been Talking